# Фінал Кубка володарів кубків 1970
Фінал Кубка володарів кубків 1970 — футбольний матч для визначення володаря Кубка володарів кубків УЄФА сезону 1969/70, 10-й фінал змагання між володарями національних кубків країн Європи. 
Матч відбувся 29 квітня 1970 року у Відні за участю володаря Кубка Англії 1968/69 «Манчестер Сіті» та володаря Кубка Польщі 1968/69 «Гурник» (Забже). Гра завершилася перемогою англійців з рахунком 2-1, які здобули свій перший титул володарів Кубка володарів кубків.

## Шлях до фіналу
| Манчестер Сіті      | Манчестер Сіті | Манчестер Сіті | Манчестер Сіті | 1969/70      | Гурник         | Гурник     | Гурник      | Гурник         |
| ------------------- | -------------- | -------------- | -------------- | ------------ | -------------- | ---------- | ----------- | -------------- |
| Суперник            | Результат      | Перший матч    | Повторний матч | Раунд        | Суперник       | Результат  | Перший матч | Повторний матч |
| Атлетік (Більбао)   | 6–3            | 3–3 (Г)        | 3–0 (Д)        | Перший раунд | Олімпіакос     | 7–2        | 2–2 (Г)     | 5–0 (Д)        |
| Льєрс               | 8–0            | 3–0 (Г)        | 5–0 (Д)        | Другий раунд | Рейнджерс      | 6–2        | 3–1 (Д)     | 3–1 (Г)        |
| Академіка (Коїмбра) | 1–0            | 0–0 (Г)        | 1–0 дч (Д)     | 1/4 фіналу   | Левскі-Спартак | 4–4 (ч)    | 2–3 (Г)     | 2–1 (Д)        |
| Шальке 04           | 5–2            | 0–1 (Г)        | 4–2 (Д)        | 1/2 фіналу   | Рома           | 4–4 монета | 1–1 (Г)     | 2–2 дч (Д)     |

## Деталі
| 29 квітня 1970 |

| Манчестер Сіті        | 2:1      | Гурник (Забже) |
| --------------------- | -------- | -------------- |
| Янг 12' Лі 43' (пен.) | Протокол | Ослизло 68'    |

| Пратерштадіон, Відень Глядачів: 7 968 Арбітр: Пауль Шиллер |

| Манчестер Сіті | Гурник |

| В                |  | Джо Корріган  |  |     |
| З                |  | Томмі Бут     |  |     |
| З                |  | Джордж Хеслоп |  |     |
| З                |  | Тоні Бук (к)  |  |     |
| З                |  | Глін Пардо    |  |     |
| ПЗ               |  | Майк Дойл     |  | 23' |
| ПЗ               |  | Алан Оукс     |  |     |
| ПЗ               |  | Тоні Тауерс   |  |     |
| ПЗ               |  | Колін Белл    |  |     |
| Н                |  | Френсіс Лі    |  |     |
| Н                |  | Ніл Янг       |  |     |
| Запасні:         |  |               |  |     |
| ПЗ               |  | Ян Боєр       |  | 23' |
| Головний тренер: |  |               |  |     |
| Джо Мерсер       |  |               |  |     |

| В                |  | Губерт Костка         |  |     |
| З                |  | Єжи Горгонь           |  |     |
| З                |  | Альфред Олек          |  |     |
| З                |  | Станіслав Ослизло (к) |  |     |
| З                |  | Штефан Флоренський    |  | 85' |
| З                |  | Генрик Латоха         |  |     |
| ПЗ               |  | Ервін Вільчек         |  | 75' |
| ПЗ               |  | Зігфрід Шолтисик      |  |     |
| Н                |  | Ян Банаш              |  |     |
| Н                |  | Владислав Шаринський  |  |     |
| Н                |  | Влодзімеж Любанський  |  |     |
| Запасні:         |  |                       |  |     |
| З                |  | Райнер Кухта          |  | 85' |
| ПЗ               |  | Губерт Шковронек      |  | 75' |
| Головний тренер: |  |                       |  |     |
| Міхал Матіяс     |  |                       |  |     |